# Krajina
 Ovo je glavno značenje pojma Krajina. Za hrvatsko prezime pogledajte Krajina (prezime).
Krajina je zemljopisni pojam koji u slavenskim jezicima obuhvaća šira geografska područja sa značajnim upravnim, prometnim, gospodarskim i kulturnim vezama. 

### Zemljopisna područja
Hrvatska:
- Cetinska krajina, gornje porječje rijeke Cetine, do kanjona.
- Drniška krajina, oko gradića Drniša.
- Imotska krajina, oko gradića Imotskog.
- Omiška krajina, zaleđe gradića Omiša.
- Sinjska krajina, oko gradića Sinja.
- Vrgorska krajina, oko gradića Vrgorca.
- Vrlička krajina, oko gradića Vrlike.
- Krajina je dio priobalja kod Makarske
- Krajina je bio naziv za općinu na jugu Hrvatske koja je postojala od 1912. do 1945.; većinu njenog ozemlja pokriva Omiška krajina.
- U mletačko doba imenom Krajina zvao se kraj od Baćine do Gabele, dok je naziv Primorje bio za kraj od Brela do ušća Neretve.[1]

Bosna i Hercegovina:
- Bihaćka krajina
- Cazinska krajina
- Bosanska krajina

Crna Gora:
- Krajina, Crna Gora, područje u jugoistočnoj Crnoj Gori od južne obale Skadarskog jezera do planine Rumije.
Šestanska krajina[2]

Poljska:
- Krajna, između Velikopoljske i Pomorja.

Slovenija:
- Bela krajina, pokraj granice s Hrvatskom.
- Kranjska

Srbija:
- Timočka krajina, 
  - Negotinska krajina

Ukrajina:
- Ukrajina (u + krajina)